# Niomoune
Niomoune est un village du Sénégal situé en Basse-Casamance, sur une île. Il fait partie de la communauté rurale de Kafountine, dans l'arrondissement de Kataba 1, le département de Bignona et la région de Ziguinchor.

## Population
Lors du dernier recensement (2002), le village comptait 1 663 habitants et 231 ménages.

## Infrastructures

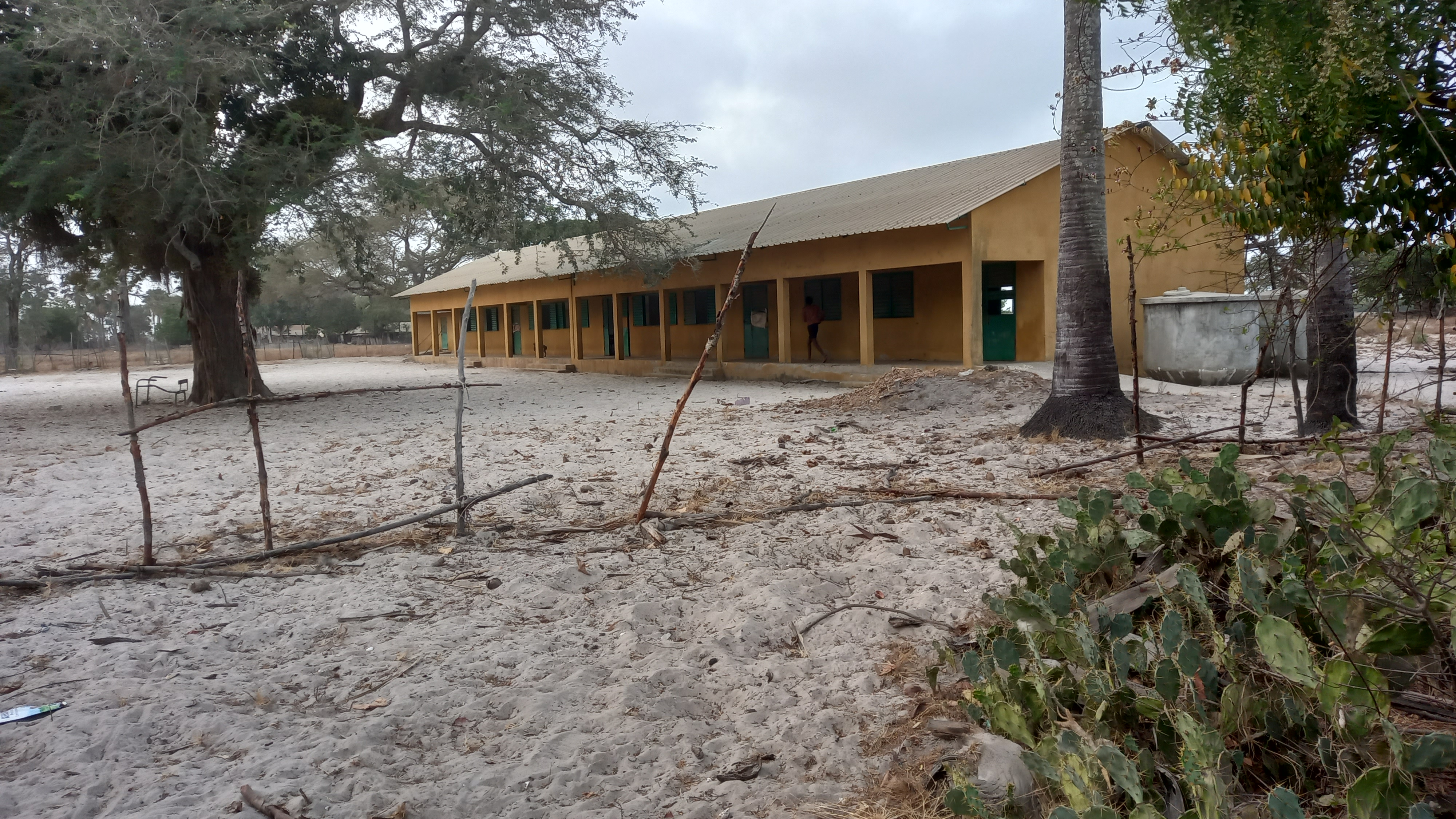
Établissement scolaire (CEM).
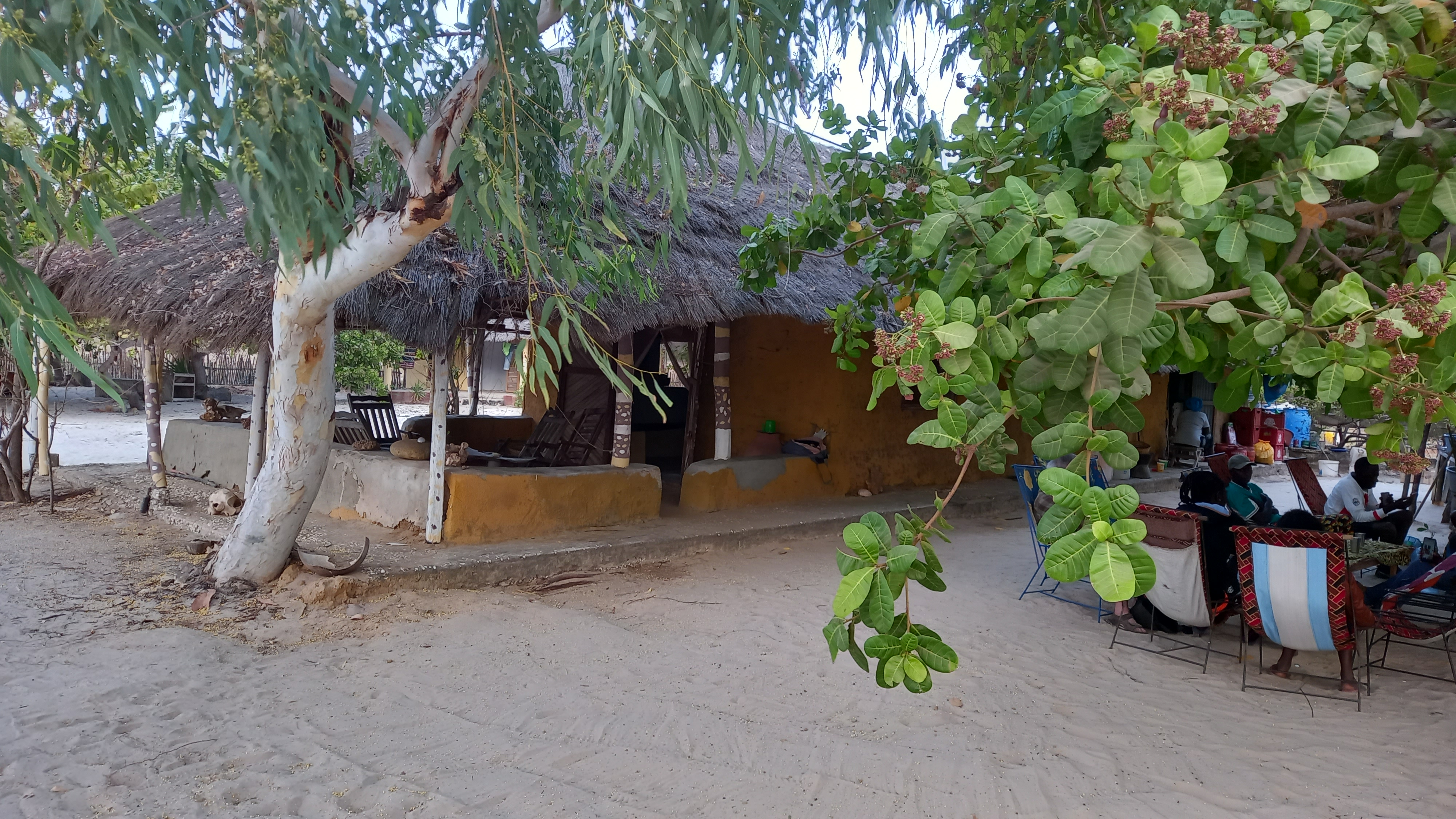
Campement.